# Dazhuangzi
Dazhuangzi (kinesiska: 大庄子) är en köping i nordvästra Kina. Den ligger i Jinta härad i staden Jiuquan i provinsen Gansu, omkring 630 kilometer nordväst om provinshuvudstaden Lanzhou. Antalet invånare är 9 130. Befolkningen består av 4 409 kvinnor och 4 721 män. Barn under 15 år utgör 18,0 %, vuxna 15-64 år 74 %, och äldre över 65 år 7,0 %.